# Campionato svizzero di hockey su pista femminile
Il campionato svizzero di hockey su pista femminile è posto sotto l'egida della Federazione Svizzera di hockey su rotelle ed è a lega unica dilettantistica: la Lega Nazionale A.

## Divisioni
- Lega Nazionale A

Riassumendo, il campionato è così schematizzato:
| Livello           | Divisione                  | Divisione                  |
| ----------------- | -------------------------- | -------------------------- |
| 1 Lega amatoriale | Lega Nazionale A 5 squadre | Lega Nazionale A 5 squadre |

## Evoluzione del campionato svizzero
|           | dal 1959         |
| --------- | ---------------- |
| I livello | Lega Nazionale A |